# Ivacevický rajón
Ivacevický rajón (bělorusky Івацэвіцкі раён, ukrajinsky Івацевицький район, rusky Ивацевичский район) je územně-správní jednotkou na severu Brestské oblasti v Bělorusku. Administrativním centrem rajónu je město Ivacevičy (bělorusky Івацэвічы, rusky Ивацевичи).

## Geografie
Rajón zaujímá rozlohu přibližně 2 998 km², čímž se řadí na třetí místo mezi rajóny. Zabírá 9 % celkového území rajónu. Z toho asi 1 374 km² představují lesy a 747,7 km² připadá na zemědělskou půdu.
Ivacevický rajón je jedním z největších v Brestské oblasti. Délka jeho hranic přesahuje 250 km. Délka rajón od západu na východ činí 83 km, od severu k jihu 66 km. Rajón hraničí na východě s Baranavickým, Ljachavickým a Hancavickým rajónem, na jihu s Pinským rajónem, v jihozápadě s Ivanaŭským rajónem, na západě s Bjarozaŭským rajónem, na severozápadě Pružanským rajónem a na severu Slonimským rajónem v Hrodenské oblasti.
Území rajónu je rozděleno do tří částí: na bycjenskou, kosaŭskou a cjeljachanskou zónu.

## Přírodní podmínky a klima
Rajónu dominují rašeliniště a bahenní půdy, které zabírají 52 % z jeho rozlohy. Celkem 45,8 % území pokrývají lesy, 11 jezer se rozkládá na ploše 5 000 ha, z nichž největší je Vyhanaŭské jezero, které má rozlohu 2 600 ha.
Na území rajónu bylo nalezeno 73 druhů volně žijících živočichů a 29 druhů planě rostoucích rostlin, které jsou obsaženy v Červené knize Běloruské republiky. Podle odborníků je úroveň biologické rozmanitosti jedním z nejvyšších v Bělorusku. Rajón má stabilní populace druhů, jakými jsou například orel volavý (Aquila clanga), bekasina větší (Gallinago media), orel mořský (Haliaeetus albicilla), břehouš černoocasý (Limosa limosa) nebo puštík vousatý (též puštík bradatý, věd. Strix nebulosa).
Rajón se nachází na Slonimské a Baranavické vrchovině, jeho jižní část leží v Pripjaťském Polesí. Nejvyšší bod rajónu měří 203 m a nachází se u obce Miljejki. Rajón má ložiska rašeliny, hlíny, křídy a stavebních materiálů.
Průměrná teplota v lednu je −5,5 °C, v červenci 18,5 °C. Průměrné roční srážky činí 595 mm.
Rajónem protékají řeky Ščara se svým přítokem Hryŭda a Myšanka a také řeky Žyhuljanka, Rudňanka. K hlavním jezerům na území rajónu patří Vyhanaŭské jezero, Vulka-Cjeljechanskaja, Babrovické jezero a Somino. Mezi největší nádrže patří Damanaŭskaje, Hošča, Čamjaloŭská nádrž, které nese jméno podle obce Čamjaly a také Ahinský kanál, jehož délka je (spolu s Vyhanaŭským jezerem) 54 km a Kosaŭský kanál.

## Pamětihodnosti
V rajónu je mnoho dochovaných památek církevní architektury z různých období. Nejpozoruhodnější z nich je kostel svatého Michala z roku 1860 v obci Abrovo, kostel svatého Jiří z roku 1790 v obci Alba, kostel svatého Mikuláše z roku 1874 v obci Dobromysl a další.
V rajónu funguje 197 uměleckých amatérských skupin a 82 amatérských asociací. Šestnáct z těchto amatérských skupin má přídomek „národní“ a „modelový“. V ivacevickém městském paláci kultury je v provozu dětské umělecké centrum.
Daleko za hranicemi rajónu jsou známé folklorní skupiny „Ivaniči“, „Kolonjanka“, „Spadčyna“ a lidový pěvecký sbor veteránů ivacevického městského paláce kultury. Na území rajónu jsou v provozu tři školy lidového umění a 9 kroužků umění a řemesel, je zaregistrováno 322 mistrů lidového umění.
Rajón turistům nabízí ivacevické historické muzeum nebo umělecké muzeum Tadeusze Kościuszka.

## Historie
Rajón byl založen 15. ledna 1940 pod názvem Kosaŭský rajón, kde centrem bylo město Kosava. V roce 1947 bylo na základě rozhodnutí Rady ministrů běloruské SSR rozhodnuto, pracovní sídlo Ivacevičy získá statut městského sídla. V té době se stalo město rajónním centrem. Od 20. září 1947 nese rajón své současné jméno.
V roce 1962 byl Ivacevický rajón začleněn do Bjarozaŭského rajónu. V roce 1965 byl rajón obnoven a jeho rajónním centrem zůstalo sídlo Ivacevičy. Dne 28. května 1966 byl sídlu Ivacevičy udělen status města.
Rajón publikuje rajónní noviny „Ivacevicki vjesnik“ (Івацэвіцкі веснік).

## Obyvatelstvo
Počet obyvatel v roce 2006 činil 65,9 tisíc osob, z čehož 47,9 % žilo v městském prostředí. Etnické složení: Bělorusové — 92,7 %, Ukrajinci — 1,2 %, Poláci — 0,8 % a Rusové — 0,5 %.

## Doprava
Rajónem prochází železniční trať Brest — Minsk (vzdálenost do Minsku je 200 km, do Brestu 136 km) a silniční spojení  E30: Brest (Kazlovičy) — hranice Ruské federace (Redźka), R2: Stoŭbcy — Ivacevičy — Bjaroza — Kobryn, R6: Ivacevičy — Lahyšin — Pinsk — Stolin, R44: Ivacevičy — Kosava — Ružany — Skidzjel.

## Ekonomika
V 1. červnu 2011 působilo na území rajónu 1 084 individuálních podnikatelů a 204 právnických osob. Průmyslový sektor zastupuje hlavně 19 společností.
Vedoucími podniky jsou ОАО «Ивацевичдрев», ivacevická filiálka republikového unitárního podniku «Экран», ОАО «Ивацевичский льнозавод», ОАО «Квасевичская фабрика пуха и пера», ОАО «Ивацевичи агротехсервис», ГЛХП «Ивацевичский военный лесхоз, ГЛХУ «Ивацевичский лесхоз», ГЛХУ «Телеханский лесхоз», РУПП «Исправительное учреждение №5», ОАО «Домановский производственно-торговый комбинат», ОАО «Коссовское мебельное производственное объединение», ПРУ торфопредприятие «Березовское», РУПП «Телеханский завод столярных изделий», РУП «Ивацевичский завод железобетонных изделий», Филиал Ивацевичского райпо «Комбинат кооперативной промышленности», РУЛП «Телеханы», УПП «Ивацевичский леспромхоз», Филиал № 2 СП «Профитсистем», filiálka ivancevického lihovaru brestského likérnického závodu.
Hlavními průmyslovými odvětvími je lesnictví, výroba chemických výrobků na dřevo, zpracování dřeva, výroba stavebních materiálů, paliv a potravin.
Nejdůležitější produkty rajónu jsou palivové brikety, řezivo, terpentýnová silice borovice, dřevotřískové desky, nábytek, železobeton, stavební materiály, podlahy, lyže, peří a péřové výrobky, chemické výrobky pro domácnost, vysoušeče vlasů, motory s nízkým výkonem, kaseiny nebo kaseináty a jiné.

## Významní rodáci
- Mikalaj Michajlavič Hrynčyn (Мікалай Міхайлавіч Грынчык, 1923—1999) — běloruský a sovětský literární kritik, folklorista, pedagog, doktor filologických věd, zasloužený vědec běloruské SSR

- Tadeusz Kościuszko — polský a americký generál, pevnostní inženýr, účastnil se americké války za nezávislost

- Pilip Sjamjonavič Pěstrak (Піліп Сямёнавіч Пестрак, 1903—1978) — sovětský a běloruský spisovatel, aktér národního osvobozeneckého hnutí v západním Bělorusku

- Hjenadź Mikalajevič Sahanovič (Генадзь Мікалаевіч Сагановіч, * 1961, obec Turnaja) — běloruský historik, kandidát historických věd (1989)